# ストーカー
ストーカー（英: stalker）は、ひそかな追跡や忍び寄りを意味する「ストーキング」を行う人物を示す。

## 概要
ストーキングは単語として古くから存在するが、概念自体は新しい。この概念は人間関係の変化が社会の認識を得たことで誕生した。特にプライバシーや個人の安全、異性を口説くことや求婚の変化などが挙げられる。

### 定義
明確な定義の要請、定義が曖昧な理由
ウエストラップとフレモウは1998年の著作で、ストーキングの定義は振れ幅が大きいと述べている。そこでウエストラップはストーキングを明確に定義すべきとしている。ストーキングを広く定義することのメリットには、迷惑行為の総称とできる点や、そこから犯罪の前触れとして判断できる点、ストーキングを契機にストーカーの他の犯罪を追及できる点などが挙げられる。また解決策を導き出すにあたって、ストーカーの目的を前提条件やエスカレートする行動とその結果から分析することで、明確化できると述べている。
ストーキング被害者の会創設者の秋岡史は、被害の周知が弱いことが災いしてストーキングの定義が曖昧なものとなっている、としている。そして、周知が弱いことがストーキングという犯罪の誤解を助長していると述べている。
なおストーキング行為を受ける側が不快感や嫌悪感、不安感や恐怖心などを感じることが最初の境界線であるとして、ストーカーの一部が主張する「正当なストーキング」は存在しないと断言している。

### 語義の歴史
オックスフォード英語辞典で「ストーカー」は1997年に定義された。「こっそり行く」（steal along）を意味する古英語「bestealcian」の一部「-stealcian」から来ており、「後をつける」ことを「繰り返しこっそり行う」ことから「嫌がらせ」の隠喩となっている。長い間「ストーク」（ストーキング）は人間や動物による狩猟のために隠密に尾行すること指すために用いられたが、当時から犯罪性や恐怖という意味合いを持っていたとサリー大学教授のブラン・ニコルは述べている。1424年にストーカーの意味は「法に背いてものを追いかける人、密猟者」に変わり、その後1508年には「盗みを目的に歩き回る人」となった。ストーキングで追いかけられる対象が動物から人間に明確に変わったのは1970年代で、パパラッチと連続殺人が影響を及ぼした。ロウニーとベストの1995年の著作によると、1980年から1988年のストーキングは雑誌上で「心理的レイプ」や「度を越えた付きまとい」として扱われていた。ニコルによると、ストーカーが人に追いかけ繰り返し嫌がらせをするという意味合いになったのは、1989年にレベッカ・シェイファーがロバート・ジョン・バルドに殺害された事件だとされる。この事件はアメリカの法律、警察機構などに影響を及ぼし、ストーキングがモラル・パニックの対象として扱われるようになった。1980年代のストーカーは「スター・ストーキング」と呼ばれる、著名人に対するファンの執拗な付きまとい行為を示す言葉だった。しかし、この付きまとい行為の対象は一般人にまで拡大した。1992年から1994年、ストーキングは分かれた元恋愛関係にあった男性による暴力という流行り病とみなされるようになった。2019年現在では世界中で発生する社会問題と化した。2017年現在では、インターネットの発展によってサイバーストーカーなどの形で、被害は拡大している。

### 様態
ストーキングが社会問題とされる理由には、被害者にとっての危険性、被害者の受ける精神的苦痛と恐怖感、そしてストーカー自身の人生への甚大な影響の3つが示されている。
ストーキングを行う者（加害者）は男性の場合も女性の場合もある。またストーキングの被害者も女性の場合も男性の場合もある。
性別によりストーキングの傾向に違いが見られ、男性ストーカーは被害者女性の私的な空間でストーキングを行う。一方、女性ストーカーは、被害者男性に電話をしつこくかけたり、被害者男性の職場など被害者男性にとって公的な空間に押しかけてつきまとったり、それにより被害者男性が退職せざるを得ない状況に追い込んだり、あるいは被害者の妻（"被害者家族"）にずけずけと電話し嘘の情報を吹き込んで夫婦関係を破壊してしまう、という深刻な被害を与え、女性ストーカーが有名人や人気者につきまとう場合は“一緒に食事に行ってください”などと言って近づき“ファン型ストーカー”の形をとる。
悪質な付きまとい行為を示す。特に恋愛の場合、通常の交際やアプローチ、家庭や恋人の間で発生したトラブルのような様子を見せる。大部分のストーキングは、親密な関係や顔見知りの関係から派生する。ストーカーには加害者意識が低く、警察からの警告で初めて自身の行為がストーキングだと気づくケースも多い。元々は軽い事件だったものが傷害、殺人や放火に派生することと、自然消滅することがある。そのため、事件ごとの性質からエスカレートする可能性について考える必要がある。あらゆる人間が被害者となりうるもので、長期化と終了の難しさという特徴を持つ。通常、ストーキングは徐々に悪化していくが、以下のタイミングで急激にエスカレートしやすい。
- 交際する意志がないことを伝えた時[27]
- 警察への通報[27]
- ストーカーの親へストーキングの事実伝達[28]
- 弁護士によるストーカーへの連絡[29]
- 他の異性との交際や結婚[27]
- 被害者女性の出産[27]
- 被害者によるストーキングの拒否[27]
- 周囲へのストーキング被害の伝達[27]
- 第三者への仲裁の依頼[27]
- 仮処分手続きの実施[27]
- 調停の申し立て[27]
- 裁判の開始[27]
- 被害者の転居[28]
- 被害者の電話番号の変更[28]
- 被害者の誕生日前後[28]
- ストーカーの離職や解雇[28]
- ストーカーの学校卒業[28]
- ストーカーの退院[28]
- 季節の変わり目[28]
- 連休[28]
- 一定周期[28]

加害行動の例には、以下が挙げられる。
- 追跡[30]
- 継続的な監視[30]
- 電話[31]
- 手紙[31]
- ファックス[32]
- 電子メール[32]
- 電子掲示板での誹謗中傷や個人情報の掲載[33]
- 贈り物[33]
- 付きまといや待ち伏せ[34]
- 窃視[34]
- 敷地内や住居侵入[34]
- 器物損壊[35]
- ごみ漁り[35]
- 暴言[36]
- 暴力[37]
- 性的暴行[30]
- 脅迫[37]
- 裁判や弁護士を用いたもの[38]
- 出版物や宣伝を用いたもの[39]

これらの行動はストーカーが被害者の自身の行動への注目と反応を求めるためのもので、被害者は物質的、心理的、経済的被害を被る。ただし、上記の手段を用いたからと言って、すべての行動がストーカー行為に該当するわけではない。この境界は社会常識によるものとされているが、その場合、価値観の共有が前提となる。最終的にストーキングか否かの判断は、受け手による行動の受け取り方による。
ストーキングにみられる一連の行為は、反復を経て過激化する性質を持つ。しばしばストーキングは、ドメスティックバイオレンス（DV）やセクシャルハラスメント、いじめ、虐待といった問題と関連している。中でもDV型ストーキングと呼ばれる、ストーカーが被害者の逃亡を許さず、連れ戻しや制裁を目的に行うストーキングは、ストーカー被害の中で最も危険性が高く凶悪事件にエスカレートしやすいと言われている。
被害に遭い続ける期間は事案次第となっており、大多数が1年から4年程度、長期に渡る場合は20年以上悩まされ続けることもある。場合によっては数ヶ月から数年の休止期間を経て再開されるなど、終わりまでの見通しが立たない。事案以後、ストーカーは被害者と二度と接触しないようにする必要がある。マスメディアの報道に反して、ストーカー行為の中でストーカー殺人など、身体的暴力に訴えられることは少ない（ストーカー全体の4分の1程度）。その代わりに、被害者は不安感からくる生き地獄を味わうことになる。

## 分類

### 病による分類

#### 1989年のメロイによる分類
エロトマニアを2種類に分類した。
- 妄想型
  - 誤った自身の恋愛の世界観を構築する型。
- 境界型
  - 被害者と接点がなく、加害者が自身の価値を示すことで被害者と親密になろうとする型。

#### 1993年のゾーナによる分類
ゾーナは、ストーキングを脅迫的ハラスメントと定義して、3つに分類した。

#### 1995年のカートによる分類
以下の2つに分類した。
- 精神病群
  - 被害妄想、恋愛妄想によるストーキング。
- 人格障害群
  - 妄想性人格障害、境界性人格障害、自己愛性人格障害の影響。

#### 1996年の町沢による分類
精神医学者の町沢静夫は以下の2種類に分類した。
- ボーダーライン型
  - 自身に向けられる嫌悪に敏感で、憤怒をすぐ攻撃に転換する。
- 妄想障害型
  - 自分が嫌われていないと盲信し、いつまでも被害者を追いかけ続ける。

#### 1997年のレスラーによる分類
ロバート・K・レスラーは、以下の形でストーカーを分類した。
- 心理的に正常な範囲のストーカー
- 心理的に異常なストーカー
  - 拒絶に過敏な人[57]
  - 境界性人格障害[57]
  - 関係妄想型[57]
  - 分裂病質[57]

## ストーカーの心理
上智大学教授の福島章は、ストーカーの心理が多様であると述べている。
精神的な未熟、幼児性、他者の心情を理解する能力の低さなど
しかし、共通点として精神的に未熟なまま大人になった人間の性質が見られるとも述べている。ストーカーは被害者との関係を母親に対する乳児のように絶対的に依存するものを望み、自身の要求が満たされない場合、被害者を攻撃する。この関係は、ギブアンドテイクを前提とする大人同士の関係において成立しない。これらは幼い時に十分に甘えられなかったことや、現代人の欲求不満への耐性の減少が影響していると福島は考えている。また、福島はストーカーは被害者への想像力が欠落しているとも述べている。併せて、2者間の関係では強く出るが、第三者や権威に弱い人間も多いと指摘している。
他責、責任のなすりつけ
心理カウンセラーの荒木創造はストーカーの性格について、他責の傾向が強い他、自身の不全感から逃避し続けていると述べている。ミューレンたちによると、ストーカーはストーキングについて「目的達成のための手段」と言い逃れをしている。元ストーカーで任意団体「ストーカー・リカバリー・サポート」代表の守屋秀勝は、ストーカーをしていた時の体験について、すべて被害者に責任をなすりつけていたと語っている。
欲求への隷属。思考・判断力の低下。
NPO法人ヒューマニティ理事長の小早川明子は、カウンセリングの経験を通して、「ストーカーは何も考えていない」と断言している。これは被害者への接近欲求が理性を上回り、ストーカーの発言内容にかかわらず、無意識の欲求に隷属している状態だと説明している。
他
なお、テレビプロデューサーの田淵俊彦によるストーカーへのインタビューにて、小早川は法的には揉め事の中で最初に名乗りを上げた方が被害者になれると述べている。しかし、心理的には離れることを望んだ方が被害者で、仮にストーキングをしなくとも相手が自身の監視下でもがき苦しむ様を眺望するのはストーカー的な心理と変わらないと述べている。

## 犯行

### 暴力
身体的暴力を振るうストーカーは、ストーカー全体の4分の1程度を占めるが、被害者からすれば自身を追うストーカーが該当するか判別することは困難である。暴力を振るうストーカーに性差はなく、また被害者も性別を問わない。科学警察研究所犯罪行動科学部の研究では、20代や無職の暴力犯罪前歴を持つ人間はストーキングの再発リスクが高いとされている。また、社会的に孤立したストーカーは暴力的な行為に至る可能性が高いものの、精神保健機関、社会奉仕団体、宗教団体、家族、友人などの交流によってそのリスクを低減することが可能とされている。

### 性暴力など
ストーカーが被害者に恋愛感情を抱いている場合、性暴力のリスクも存在する。
具体的には、女性被害者が男性ストーカーから強姦される例が一般的に話題になるが、逆に男性被害者が女性ストーカーから強姦される（具体的には、女性ストーカーが職場に押しかけるなどして「言うとおりにしないと職場で騒ぎたてるわよ」などと脅すことで強制的にホテルに連れてゆき、被害者男性が嫌がっているのに性行為を強要される）場合もある。女性ストーカーは肉体関係を持ったことで気持ち（恋愛感情）が強化され犯行をエスカレートさせることがある。なお、男性被害者が女性ストーカーの被害に遭った場合、本人では対処できないほど事態が悪化するまで、（周囲が）取り上げず放置されてしまうことが多い。（ストーキングに限らず、一般に、男性の性的被害者は放置されてしまう傾向がある。ジャニーズの性被害男性は数十年以上、警察からもマスコミからも無視、放置され続け、被害が拡大しつづけ、被害者が1,000名を超えるに至ってしまった。ストーキングに関しても、男性被害者は警察から無視・放置される傾向があり、ストーカー事案の対応に当たる警察官の質がきわめて低い警察署の割合が多く、女性被害者ですらまともに対応しない警察署が多い状況で、男性被害者が警察署に出向いてストーカー被害を訴えても「男性が被害者になるはずはない」と決めつけられたり、「男性被害者はこの世に存在するはずがない。帰れ」などと扱われ、被害届を提出しようとしても拒否され受け付けてもらえず無視される傾向があり、その結果、警察の公式統計でも数に集計されず、世の中に周知されず、知られないからますます状況が悪化する傾向がある。個々の警察署の警察官が独自の判断で勝手に質の低い対応をしていても、そのような対応をしたとの報告が警察組織の上に向かって上がるわけでもなく、警察の頂点である警察庁は各県警や各警察署の内部で勝手にそんなことが行われていることまでは把握できず、男性被害者は放置され続ける傾向がある。）
男女間だけでなく、同性愛の関係でストーキングが発生することもある。被害者が同性愛者の場合、警察の無理解に遭遇し無対応で放置されてしまうことや、不本意なカミングアウトの必要に迫られることもあり、男女間のストーキングとは別種の深刻な事態に陥りかねない。
その他、性暴力関連の犯罪行為や被害内容には、デートDV、リベンジポルノやそれを用いた脅迫、被害者が女性の場合、強姦の結果生じる妊娠などもある。2013年10月に発生した三鷹ストーカー殺人事件では、被害者のリベンジポルノが拡散し、私事性的画像記録の提供等による被害の防止に関する法律（リベンジポルノ防止法）が制定されることとなった。

### 第三者を利用する加害行動
ストーカーが第三者を通じて被害者への連絡を試みたり、追跡したりするケースがある。ストーカーが事情を正しく説明しているケースと、虚言によって第三者を騙しているケースが混在する。逆に被害者が無関係の第三者をストーカーの仲間と誤解するケースも存在する。
加害者の中で最も多いのは私立探偵だが、これはストーカーに金銭的な余裕がないと依頼できない。中には私立探偵の免許を取得し、法に則ってストーキングに勤しんだ人物も存在する。成人後の交際で、ストーカーから依頼を受けた復讐屋が関与するケースも存在する。家族や友人がストーカーの代理でストーキングさせられることもある。イギリスでの全国調査によると、ストーカーの4割が家族や友人の協力を得てストーキングを行っている。不本意な第三者による加害行動では、司法機関や警察、医療関係者、教会、不動産関係者、心霊研究家、自動車、インターネットなどが挙げられる。特にインターネットは被害者が自身の情報を公開するケースに留意する。

### 殺人
ストーカー全体のうち殺人に至るのは1.9パーセントと限られている。ただし、この割合は現実の殺人発生率を低く見積もったものであることがたびたび指摘されている。また、この割合であればアメリカやイギリス、オーストラリアでの殺人発生率を上回ることから、ストーカー殺人の発生率については検討の余地が残る。
ストーカー殺人では、ストーカーの自殺が頻発する。これは目標達成による充実感と、目標を失ったことによる喪失感によるものと言われている。秋岡は自殺した殺人犯について、日本の警察は寛容だが、被害者遺族のためにも真実を明らかにして欲しいと述べている。
日本では、ストーカー殺人によって企業が労働災害の保証を求められた判例が存在する。この場合、業務起因性が認められることや、労働者の業務との関連性が重視される。弁護士の小西華子は、珍しいケースであることに留意するよう述べている。
小早川は、恋愛感情に基づくストーカーの一部について、被害者との接触の中で自身の正当性を盲信していると述べている。そして被害者に迷惑を掛けていることを認識しながらも、自身に好意を持ってくれる期待を持ち続けており、希望が断たれると殺人や自殺を引き起こすとしている。そして加害者はそうした「こだわり」への回答を求め、苦しみ続けているとしている。こうしたこだわりの中に、ストーキングの解決への糸口が存在すると述べている。
具体的なストーカー殺人事件については、項目末尾の#代表的な殺人事件で解説する。

## 対処法
福島はストーカー被害の予防に当たり、ストーカー予備軍でない人間を見分けるには、経験と他者への関心に裏打ちされた自身の観察眼に頼る他ないとしている。また、精神科医としての臨床経験を踏まえて、他者との依存関係を避けるべく自身の人格の成熟・自立が必要と述べている。荒木によるとストーカーにならない大部分の人間は、時間経過でトラブルを忘れられ、自他両方の欠点が認められる。それから、自身がストーキングをすることについて羞恥心を持つなどの要素が認められる。
ストーキング対策に必勝法はないため、被害者は情報収集をしながら取捨選択が必要となる。被害者が他人任せでのストーキングの解決を試みる場合や、ストーカーと戦う意志がない場合、事態が混迷を極める。サバイバーで作家の遙洋子は自身が受けたストーキング3件を振り返って、ストーカーは被害者が自身より弱いとみなして残忍・卑劣になり、自分より強い相手には手段を問わず弱者として振る舞えると述べている。また、遙は被害者の死者数の増加に伴って、社会のルールが後追いで改定されるとしている。そこで、被害者は自身の生存のために、固定観念に囚われず全力を尽くしてほしいと訴えている。
警察では、事前に警察に相談して住所、氏名、電話番号、被害内容などを登録することで、110番した際に無言でも内容を把握した警察が、携帯番号の場合はGPSなどを駆使して駆け付けられるようにする110番通報登録制度を提供している。

### 拒否の通知
初期の行動として挙げられる。一度のみ、被害者は接触の拒否をシンプルに伝える必要がある。拒絶するタイミングが早いほどストーカーの既得権益が小さいため、怒りも小さくなる。このとき、以下の点に留意する。
書くべきでない情報
- ストーカーを責めること[109]。
- 被害者の状況や周辺情報[111]。
- 被害者の主観による解釈[111]。
- ストーカーに上から目線と取られかねない言葉[111]。
- ストーカーと被害者の対立を示すような言葉[111]。
- ストーカーへの言い訳[112]。
- ストーカーの機嫌取り[112]。

書くべき情報
- 「断る」「ダメ」など[113]、接触の拒否の明言[114]。
- ストーカーの行動とそれが被害者にとって不愉快なことの明言[109]。
- 主語を被害者自身にした被害者の本心[115]。

その他留意事項
- 被害者自身の感情に焦点を当てること[109]。
- 第三者への通報について性急に触れないこと[114]。

この離別の話にストーカーの同意は不要である。また、被害者はできるだけ一人にならないように注意する。その後、ストーカーと被害者は一切コミュニケーションを取らず、必要な場合は第三者を介する。ストーカーへの説得や話し合いは無駄であることに加え、ストーキングを助長させるため、第三者を交えない限り避ける必要がある。これは、結論が出ないことでストーカーが被害者との接触が継続できる他、ストーカーに成功体験として刻まれるためである。この方法は応用行動分析と強化理論から導き出された。日本国内では警察がストーカー規制法を適用するにあたり、ストーカーの接触を被害者が断ったうえで、ストーカーが接触を図ったことを警察に示す必要がある。

### 警察への相談
事案発生初期の相談が重要とされている。ストーキングが2者間で発生しているということは、その問題は双方にとっての問題であることから、第三者を入れる必要がある。福島は事情聴取の際の配慮などが過去と比べて充実し、セカンドレイプの減少がみられる他、相談にあたって納税者として権利を行使していいと述べている。被害者がストーカー被害の支援者や弁護士に相談している場合、彼らを連れていくことが好ましい。警察の説得への助けになる他、第三者を交えることで説明の効率化を図ることができる。警察にストーカー被害の発生を伝えるにあたり、発生した事象を順を追ってすべて記録する。また、担当刑事とは定期的に連絡を取る必要がある。
2016年時点の日本におけるストーカー規制法では身体的な危険が及ばない場合、警察が動くことは難しい。そこで、警察には「明日刺されるかもしれない」ことを伝える必要がある。遙は、刑事次第で対応や裁量に個人差があるため、対応してくれる刑事に出会えるまで警察署を回ってほしいと述べている。また、性暴力に関する警察への被害申告が少ないことから「性犯罪・性暴力被害者のためのワンストップ支援センター開設・運営の手引」が内閣府の第2次犯罪被害者等基本計画で定められた。
支援としては、警察からストーカーに注意や口頭警告、文書警告を発することができる。この中では文書警告が望ましい。他にも自宅付近の巡回強化や防犯指導、防犯器具の貸し出しなどが挙げられる。緊急時には一時避難施設の対応もある。また、被害者がストーカーの様子の確認を警察に依頼することもできる。兵庫県警察が2010年から導入したチェック表で危険度を判別するシステムや、署員がストーカーに声掛けを行う「ストーカー安心コールシステム」が2013年12月から全国に広げられることとなった。

### 証拠収集と記録
犯罪行為の立証が困難なことやストーカー規制法が新しい法律であることを踏まえて、告訴の有無にかかわらず、証拠収集は必要となる。特に、ストーキング初期の証拠は被害者本人だけが収集できることにも留意する。記録は日時・場所・出来事・対応・目撃者の事実のみを書き記す。また、被害届を出す場合、警察に過去に出された被害届と紐づけられるように念押しする。嫌がらせの電話などすべての出来事について記録して、警察に報告する。また、メールを含めた証拠をすべて保存しておく。必要であれば、監視カメラで撮影する。
被害者が恐怖心から被害状況について記憶を失っていたり、誤って記憶していることは珍しくない。被害者がストレスやトラウマに晒され続けた結果、話をまとめることが難しくなり、被害者が警察や専門家に疑われる事態を招くこともある。秋岡は振り返りの際の被害者非難は、被害者が当時考えられる最善策を講じていることも鑑みて止めるべきだと述べている。

### 協力者の確保
被害者にとって身近なところでは家族、友人、職場の人間、教師、カウンセラー、精神科医、近隣住民などが考えられる。彼らから第三者としての意見が聞ける他、被害者のアイデアに役立つ可能性が見込める。仮に意見が出なくとも別の人間や社会資源に繋がる可能性があり、万が一被害者が死亡してしまった場合も犯人逮捕に繋げることができる。基本的にはストーカーについて共有し、目撃情報を収集する。併せて、被害者情報の漏洩を防ぐよう依頼する。この時、ストーカーによる虚偽の流布や心理操作に注意する。小早川は相談を受けた被害者に近しい人間は、ストーキングを受けるリスクがあるため、被害者から警察や弁護士にできるだけ早く相談するよう訴えている。ミューレンたちは、専門的な機関と警察など通常の支援機関の連携が重要だと述べている。被害者は、以下の施設に相談や支援依頼で掛け合うことができる。
- 違法・有害情報相談センター[141]
- 学生相談室[注 3][142]
- 家庭裁判所[注 4]
- 家庭問題相談センター[注 4]
- 男女共同参画センター[144]
- 地域の犯罪被害者支援センター[125]
- 日本司法支援センター（法テラス）の犯罪被害者支援窓口[145]
- 配偶者暴力相談支援センター[146]
- 法務局の人権擁護機関の人権相談窓口[145]

法律の知識が必要だと判断した場合、弁護士への相談が考えられる。経済的な不安があれば公共機関や大学で開催される無料の法律相談室に確認することができる。デートレイプなどのデリケートな問題は、女性の権利保護に注力しているフェミニズム系の弁護士に相談することを福島は推奨している。

### 情報漏洩の阻止
電気会社や水道局などの取引先には、個人情報の扱いを確認しておく。病院に通院している場合、被害者関係者の家族を名乗る人物への対応について確認する。必要であればインターネットプロバイダーに嫌がらせの報告を実施する。家に固定電話がある場合、古い電話番号は残して留守番電話を設定し、新しい電話番号は信頼できる人のみ伝える。また、非通知の電話や公衆電話からの連絡には応じないようにする。連絡先を非公開にするなどの対処も考えられる。スマートフォンでのグローバル・ポジショニング・システムの設定を切っておくこともできる。また、ストーキングを受けている中で被害者にストーカーとは別の交際相手ができたり被害者が結婚した場合、それを知ったストーカーが嫉妬してストーキングが悪化することがある。そのため、そういった情報は秘匿しておく必要がある。
日本でストーカー被害者はDV被害者、児童虐待の被害者と同様に、市区町村に対して住民基本台帳事務における支援措置を受けることができる。逗子ストーカー殺人事件では、探偵が被害者の夫に成りすまして、逗子市役所の職員から情報を盗んだ。情報セキュリティ大学院大学教授の内田勝也はソーシャルエンジニアリングや誘導質問への対策が必要だと述べている。
田淵はインタビューしたストーカーの一人から、被害者がストーカーから逃げるにあたって必要なものについて聞いている。それによると、ソーシャル・ネットワーキング・サービスの使用停止や、出入り口の戸締りの徹底、インターネット上で自身の名前が取り上げられることの回避などが挙げられている。また、通勤でも乗車車両や乗車時間帯、帰路の変更、アイコンになる持ち物の扱い方などが挙げられる。

### 生活圏の安全確保
被害者の生活圏には、見晴らしの改善にあたり電灯の設置、生け垣や木の刈り込みなどができる。また、ドアスコープの設置も考えられる。住居から出る場合は避難ルートを複数用意し、避難バッグをあらかじめ用意しておくと逃げやすい。マンションに住んでいる場合、エレベーターへの搭乗時は周囲に気を配る。被害の悪化が止まらないのであれば、安全確保のために転居が必要になり得る。転居時は個人情報の公開先にも気を配る。ストーカーが住所を知らない場合、私書箱が活用できる。
被害者が自動車を所持している場合、乗車前に車内と車の下部を確認する。アラームの設置や施錠の徹底、走行中の車間距離の確保、キーについて制作した企業に相談するなどの対処ができる。外出先では行動パターンの小まめな変更や行動予定の公開先の制限ができる。外出先でストーカーと遭遇した場合に備えて、単独行動の回避と、遭遇時は逃亡前に警察への通報が必要となる。
職場では情報共有の他、ストーカーの目撃情報があれば、被害者への通知や雇用者から警察への通報ができる。雇用者は警察を通じて、ストーカーに無断立ち入り警告を与えられる。他にも就労状況変更の相談や車から職場までの移動時の対策、単独作業時の対策を考える必要がある。

### 告訴
告訴する場合、詳しい記録や、該当する法律には目を通しておく必要がある。NPO法人日本フェミニストカウンセリング東京理事の遠藤智子によると、ストーキングやDVでは被害者自身も非があると思い込まされるため、告訴する人間は少ない。サバイバーでライターの内澤旬子は、刑事裁判が行われた場合、検察庁に保管されている刑事確定記録のすべての複写を持つように勧めている。内容は被害者にとってショッキングなものである可能性が高いが、民事訴訟の検討に役立つとしている。

### 加害者家族への通知
被害者の意図に沿ったものになる場合と、ならない場合に二分される。ストーカーの家族関係が良好でストーカーが正社員として勤務している場合、成功することが多い。逆にアルバイトなど不安定な就労状況で、家族がストーカーを野放しにしている状態では失敗することが多い。また、親が子供であるストーカーを庇うケースや、ストーキングに加担するケースも存在する。

### 加害者の治療
ストーカー加害者の心理への取り組みはアメリカ、イギリス、オーストラリアなどでは2006年以前より行われており、国によっては義務となっている。日本では2016年から、警察がストーカーに精神科医による治療を推奨し始めた。最初の追跡調査では治療が完了したストーカーによるストーキングの再発は見られなかったものの、母数が少ないため効果の評価が難しいとされている。また、治療中と治療の中断時に再発が確認できた。治療はストーカーの7割が拒否しており、受診の働きかけが続けられている。臨床心理士の中村大輔は、明確な病気であるケースを除いて、考え方の偏向や罪悪感の欠如がある状態で事案を病のせいにすることは、認識の誤りに繋がると述べている。2017年11月、京都府警察が「京都ストーカー相談支援センター」を設立した。ここでは被害者支援だけではなく加害者の臨床として、加害者がカウンセリングを受けられることが特徴に挙げられる。京都府ではこれ以外にも公費でストーカーの治療を実施している。ミューレンたちは、刑事罰と治療は二者択一ではなく、実用的なものを選択することが重要だと述べている。性障害専門医療センター代表理事を務める福井裕輝は、ストーカーは病気の一種で加害者を治療しない限り被害者が増え続けると、加害者治療の意義を述べている。逗子ストーカー殺人事件被害者の兄である芝多修一は、過去のストーカー殺人の加害者の末路を踏まえて、厳罰化による犯罪抑止が難しいと述べている。
加害者の治療では投薬よりも、臨床心理学におけるカウンセリングが主となる。認知行動療法や解決志向アプローチ、条件反射制御法などが用いられる。

## 社会への影響

### 被害者

#### 失業
ストーカーの約半数は被害者の職場へ押しかける。ストーカーの職場への介入は、被害者の職場での孤立という結果をうむ。そしてしばしば退職を余儀なくされ、失業してしまう。最悪の場合、被害者のキャリア（職業人生）がそれで終了してしまうこともある（すなわち、その職業（職種）に二度と復帰できなくなってしまい、職業人生や人生計画が根底から破壊されてしまうという、悲惨で取り返しがつかないことが起きることがある）。

#### 身体的負荷
被害者は長期間に渡りストレスとトラウマに晒され続けるため、記憶力の低下や疲労の蓄積、注意力が散漫になることがある。対処としては被害者が自身の心身への影響度を観察したうえで対処することが好ましい。室内運動や有酸素運動など屋内でできる運動を取り入れる他、リラックスのために精神の応急処置にも使える自己暗示やマッサージ、アロマテラピーやバイオフィードバックなどが挙げられている。性被害を受けた女性の場合、婦人科にて救急処置と性病の予防、避妊などの対処ができる。

#### 被害者の精神的ダメージとケア
ストーカー対策の重要な側面である、被害者の精神的なケアは蔑ろにされがちだと、山田と安冨は指摘している。
被害者は不眠、抑鬱感、フラッシュバック、倦怠感などを訴えることが多く、診断では鬱病やPTSDなどが下りることが多い。また、被害者による自己非難や日常生活に影響を及ぼすレベルの恐怖心、他者への疑心暗鬼や自身の人生への無力感などが挙げられる。自己非難は正しい原因分析と追及、恐怖心の緩和は安全を感じるための行動の習慣化が対処として挙げられている。疑心暗鬼は時間を掛けた解消を目指し、ストーカー対策について自分で対処法を決断することや護身術の修得が被害者の自尊心の回復に役立つとされている。ストーカー被害者の約3分の1がカウンセリングを受けている。症状と人間的な相性の合う精神科医、臨床心理士、心理カウンセラーなどを選ぶことが重要とアルマゲヤーは述べている。なお、日本では東京医科歯科大学に犯罪被害者相談室が設置されており、電話や面談にて相談を受けている。小早川は、カウンセリングを受ける被害者の多くに被害者としての自覚がなく、加害者と共依存の関係に陥っていると指摘している。被害者の年齢が低い場合、深刻なトラウマが残る。

#### 二次被害
被害者は、親類から本人の落ち度を責められることがある。場合によっては被害者が、親戚や近隣から非難や中傷に苦しんだり、加害者による迷惑行為に対する周囲の矛先が被害者に向けられたりすることもある。また、ストーカー加害者の逮捕が契機で警察が調書を取りに来るため、被害者が周囲から白い目で見られるようになるケースもある。また、訴訟したことで家族から爪弾きにされることや、被害者がストーカーを誘惑したとみなされることもあった。エイブラムスとロビンソンは、1998年の著作で司法制度が法廷内にてストーカーと被害者を対峙させることについて、合理性という名目で被害者の人格や精神的安寧、健康を侵していると述べている。
他方、週刊誌やテレビなどマスメディアが被害者のプライバシーを暴き立てる傾向が問題となっていた。過去には告訴によって、裁判で示された被害が報道されることもあった。コメンテーターや専門家の発言の中でストーカーの誤った区分、被害者側の落ち度を深掘りするような発言は、被害者たちを不当に傷つけていると秋岡は批判している。

### 被害者の家族の身の危険
2017年5月末に東京都浅草にて発生した立てこもり事件では、加害者は被害者の娘のストーカーだった（つまり、ストーカーが、つきまとい対象人物の親を人質にして立てこもった）。この事件を通して小早川は、被害者本人だけでなく、家族や周囲の人間も守る必要があると述べている。被害者に幼い子供がいる場合、安全策の基本を教えておく必要がある。

### ストーキングといじめの関連性
ストーキングはいじめと明確な関連性があるが、今まで無視されてきたとPurcellたちは2009年の論文で指摘している。

## 各国の状況
ストーキングへの法規制は、1990年にカリフォルニア州で最初に施行された。その後、1990年末から2000年初頭にかけて、英語圏とヨーロッパ諸国に広がった。法律としては暴力の予防として法が定められた後、ストーキングそのものを犯罪として扱うようになった。ただし、多くの国々ではDVの一環としてストーキングが法整備されており、ストーキング単体を犯罪としている国はヨーロッパ、北アメリカ、オーストラリア、ニュージーランド、日本などと限られている。ストーキングの証明には複数回続いた行動であること、加害者が被害者を害する意図があること、一般人であれば誰でも恐怖を感じる事案であることの3点が求められる。前述のストーキングを犯罪として法整備した国々では、被害が軽度の場合は被害者保護のため民事裁判で接近禁止令を出し、これに違反した場合刑罰を科されることが多い。昨今のストーキング法制は被害者保護の観点から、行為の予防と処罰の早期化が進んでおり、行為の処罰のための刑法と異なるとして、議論を巻き起こしている。

### 日本

#### 社会背景
「ストーカー」という言葉が日本で定着したのは1990年代のことである。それ以前は、行為者が見知らぬものであれば「変質者」、知り合いであれば「痴情のもつれ」という言葉が使われていた。1995年10月、アメリカ合衆国でのストーカー事情を紹介したリンデン・グロス『ストーカー ゆがんだ愛のかたち』の訳書が出版された。秋岡は、当時日本語にはストーカーの訳語がなかったため、原語のまま翻訳した。同作はマスメディアに取り上げられ、元々の課題に名前が充てられたことで、被害に目が向けられるようになった。その後、平成9年（1998年）にストーカー問題研究家の岩下久美子が『人はなぜストーカーになるのか』を出版した。
秋岡は以下の要素から、歴史的ならびに社会的に続いてきた男性優位社会が、悪影響を及ぼしていると述べている。
- 男性から女性への接触方法が「しつこく迫る」の一択と思い込み、女性の話を聞かないままアプローチを続ける男性[214]。
- 結婚について「嫁のやりとり」という表現の存在[215]。
- 他者の言葉を尊重し、相手が嫌がることをしないことができない人間が多いこと[216]。

#### 加害者
組織ごとに、把握されている加害者の男女比が異なる。警察庁の発表によると、ストーカーの男女比は男性が8割となっている。だがNPO法人ヒューマニティへの相談の割合では加害者は男女半々となっている。
性別によりストーキングの傾向に違いが見られ、男性ストーカーは被害者女性の私的な空間でストーキングを行うが、女性ストーカーは被害者男性にとって公的な空間や被害者家族に会うなどの遠回し気味な形でストーキングを行う。また、男性ストーカーの方が被害者を追い続ける傾向がある。ストーカーの年齢層は若年層の増化と、女性の晩婚化で30代、40代の女性をターゲットにした高齢男性の増加がみられる。例えば退職して家庭での居場所が失われた男性が、自身のプライドを維持してくれる存在を求め、若い女性からの受容を契機にストーカーに豹変することがある。また、高齢のストーカーは若いストーカーに比べて過激化も早いとされている。
ストーカー、家庭内暴力の加害者に携わり続けてきた民間団体アウェアの代表である吉祥眞佐緒は、執着心や支配欲を持ったストーカーが幼少期からの家庭環境により生み出されるとしている。吉祥によると、暴力を日常的に見ることで、自身の意に反した行動を取った人間を罰しても問題ないと判断する「ストーカー予備軍」が若者の間で増え続けている。吉祥はアウェアで行っている「デートDV防止教育プログラム」のワークショップを通じて、デートDVやストーカー加害者もしくは被害者に見られる兆候が、10代の子供たちに強く刷り込まれていると述べている。また、その観念が既に固定化、定着しているとも述べている。
- 被害者非難
  - 被害者側に落ち度がない旨の説明に否定的な反応[226]。
- 歪んだ恋愛観
  - 「好意を持つ相手への支配への肯定感」や「束縛は愛情の証拠」という観念[227]。
  - スマートフォンの普及による束縛の強化[228]。
- ヴァーチャルコミュニケーションの急速な普及[229]
  - 相手の配慮を欠いた状態での憎悪を募らせやすい状況の構築[230]。
- 理由のある暴力の肯定[231]

#### 被害者
被害者は被害状況の流布や哀れみを恐れて相談を避ける、あるいは相談しても拒絶されて相談することを諦めてしまう。しかし、被害者の落ち度を肯定することは加害を助長し、周囲がストーカーへ共同絶交を明言しない限り加害行為は続く。そこで、暴力を見抜く能力を身に付ける必要性の他、幼稚園生や小学生からの教育が必要となる。吉祥は、防止教育の義務化を強く訴えている。

#### 法規制
現代の日本ではストーキングに対して、『ストーカー行為等の規制等に関する法律』（ストーカー規制法）、『配偶者からの暴力の防止及び被害者の保護等に関する法律』（DV防止法）、その他刑法、軽犯罪法、都道府県条例の適用が考えられる。民事上の責任としては、慰謝料や損害賠償の請求が発生する可能性がある。ストーキングの個々の行為は、人格権に基づく差止請求や物権的請求権に基づく住居への進入禁止などに繋がり得る。社会問題として認知されていたストーキングは、個々の行為について、迷惑防止条例や軽犯罪法で対応していた。しかし、刑法や軽犯罪法でストーキングそのものを裁くことができなかった。また恋人や夫婦など親密な関係の中で発生することが多いため、警察で対応することが困難だった。平成11年（1999年）7月に、鹿児島県にて全国で初めての「ストーカー防止条例」にあたる、「公衆に不安等を覚えさせる行為の防止に関する条例」（平成11年鹿児島県条例第42号）が成立した。この条例は10月に施行された。同年12月16日、警察庁では女性や子供が被害を被る犯罪の増加を踏まえ、「女性・子どもを守る施策実施要綱」が制定された。これによって刑罰に触れない内容でも個人の財産や身体などを守るべく、相手方への警告以外の手法を積極的に取ることができるようになった。その後、1999年に発生した桶川ストーカー殺人事件を機に、ストーカー規制法が制定された。ただし、この法律は取材や組合活動を規制から外すために、ストーカーの恋愛感情などの好意を寄せる感情が充足しなかったことによる怨恨を満たすことを目的としたものに限定している。このことから、ストーカー規制法における規制対象は、実際のストーキング行為の一部となっている。群馬県や福島県、埼玉県など地方自治体によっては、ストーカー規制法では対処できない事案への対応として、成立後迷惑防止条例の制定・改正を行った。

### 中国
中国の不法行為責任法では、国民のプライバシーを侵害する行為は不法行為責任の対象となる。ストーカーが他人のプライバシーを盗撮、盗聴、拡散する場合、公安行政処罰法第42条では、5日以下の拘留または500元以下の罰金、さらに状況が深刻な場合は、5日以上10日以下の拘留、500元以下の罰金と明確に規定されている。
しかし、中国の現在の司法制度の下では、違法なつきまとい、嫌がらせ、監視などのストーカー行為に直面した個人に対する司法保護が不足している。 有名人であっても、私人によるストーカー行為に直面した場合、長期間にわたって事態を解決できないことがある。 中国国内では、ストーカー被害に遭った一般人が司法に頼ってもなお問題を解決できない場合があることを示す事例が多く、2018年3月に安徽省蕪湖市で起きた事件では、ストーカー被害に遭った女性が警察への援助を繰り返したが効果がなく、最終的には殺害された。 同年7月に河北省で起きた淶源殺人事件では、長い間ストーカーや嫌がらせを受けていた女性とその家族も何度も警察に救助を求めたが、無駄であった。 相手の男性が武器を持って家に侵入してきたときだけ、両親は「お返しに殺した」のである。
中国大陸の社会・文化では、「良い女（殉教者）はストーカーを恐れる」ということわざがあるように、「ストーカー」式の求愛が非常に珍重されており、文学作品も公然とそのような行動を推奨し、異性間のストーキングはこのように求愛として美化されている。 こうした行動は文学や芸術の世界でも公然と奨励され、異性間のストーキングはこうして求愛行動として美化された。 現実には、当事者が面識がなく、ストーカーが気づかないうちにそのような行為が行われることさえある。 オンラインプラットフォームなどを通じて、またインターネットでのコミュニケーションが容易になったことで、個人や組織が様々なタイプの「求愛」ストーキングやストーカー行為に直接参加、促進、支援する事例が多くなっている。

### 台湾
台湾では、毎年7000件以上の報告があり、そのうち半数近くが1年以内、4分の1が3年以内に繰り返し嫌がらせを受け、被害者の8割が女性である。2014年に現代女性財団が行った調査では、ハラスメントを受けた人のうち、通報・苦情申し立てをする人は1割にも満たず、若い女子学生の12.4パーセントがストーカー被害に遭っていることが判明し、同財団は「ストーカー防止法」の立法を推進した。しかし、同法案は2015年に立法院で初審議されて以来、審査が行われていない。2019年、民進党は「警察の職務が増える」という理由で法案の3回目の審議を妨害した。2021年になって、女性殺害事件を理由にストーカー防止法が再び立法院で審議され、可決された。立法過程において、民進党はストーカーの定義を「性別または性差に関連するもの」に限定するよう主張した。
ストーカー行為防止法によると、ストーカー行為を行った者は、1年以下の懲役、拘留または10万台湾ドル以下の罰金に処されることになっている。凶器またはその他の危険物を携帯して前述の罪を犯した者は、5年以下の懲役、拘留または50万台湾ドル以下の罰金、もしくはその両方に処するものとする。第12条第1項ないし第3項により裁判所が下した保護命令に違反した者は、3年以下の懲役、拘留または30万台湾ドル以下の罰金に処する。

### アメリカ合衆国
アメリカ合衆国では1980年に発生したジョン・レノンの殺害を契機に、ストーキングが世間に注目されるようになった。その後ジョン・ヒンクリーがジョディ・フォスターの気を引こうとして起こした1981年のレーガン大統領暗殺未遂事件や、1982年に発生したテレサ・サルダナがアーサー・ジャクソンに刺される事件など、数多のスター・ストーキングが発生した。そして、1989年に発生したレベッカ・シェーファーの事件を機に、1990年にカリフォルニア州で反ストーキング法（英: anti-stalking law）が初めて成立した。1997年4月までに、メイン州を除いた、49の州とコロンビア特別区にてストーキング防止法が成立した。ただし、アメリカの州法でハラスメントやストーキングに関するものの多くは、加害者から被害者が直接受けた被害のみ対象としている。
米国のある調査では、女性がストーカーのターゲットに選ぶ相手はしばしば女性であるが、 男性がターゲットに選ぶ相手は女性である傾向があるという。2009年1月の米国司法省の報告によると、男性被害者から見たストーカーは男性が43パーセントで女性が41パーセントとほぼ半々であるのに対して、女性被害者から見たストーカーは男性が67パーセントで女性が24パーセントであり、男性からストーカーされる割合が約3倍だったという。
Sex Rolesの記事でJennifer Langhinrichsen-Rohling（以下、Jennifer LRと略）が指摘しているところによると、性別というものが、ストーキングやその加害者と被害者に複雑に作用しているという。Jennifer LRによると、性別によって、つきまとい行為に遭遇した時の感情的な反応、感じる恐怖の程度が異なるという。また事案を扱う警察の扱い方にも、被害者が男性か女性かによって差がある可能性があるといい、また被害者になった場合も性別で対処のしかたに差があり、またストーカー側の考え方にも性別が影響を与えている可能性があるという。またアメリカのマスメディアが、男性が女性につきまとうのは許されることだと見なす見解を伝えたりすることの影響を受けてアメリカの男性たちがそう考えてしまっている可能性があるという。またジェンダーロールという観念も米国で社会的に根強いので、男性はストーキングの被害に遭っても、しばしばそれを申告しないという。女性から男性へのストーキングは、事態がエスカレートして深刻化するまで問題として取り上げられないことも多い。

### イギリス
イギリスでのストーキングは、刑事司法機関が法律を適切に運用できていないことや、送致件数が増加しているにもかかわらず基礎件数が増えていないことが2017年の調査で指摘されている。また、ストーキングを家庭内暴力や虐待の延長として捉えているため、不審者によるストーキングに法律や行政上の措置が不十分とされている。これはイギリスの法令がstalkingという用語を定義していないなど、ストーキングへの対応が曖昧で、ストーキング被害者の刑事司法機関への信頼は低い。
1997年ハラスメント保護法が最初に施行されたストーキングの法律となっている。イングランドとウェールズで2010年～11年に調査が行われたところ、つきまとい行為の被害者の43パーセントが男性で、被害者の57パーセントが女性であった。

### ドイツ
Dressing、Kuehner、Gassらが行った調査によると、ドイツの中規模都市であるマンハイムでは、人々が「生涯でつきまとわれたことがある」率はおよそ12パーセントであった。

### ロシア
ロシア連邦の刑法では、ストーカー行為のような独立したコーパスは存在しない。しかし、弁護士は、ロシアでの迫害も深刻な罰金になると主張している。ストーカー行為の被害者は、すでに法典にある条文を利用すればよい。だから、迫害者が脅迫を使用する場合は、ロシア連邦の刑法第119条「殺人の脅迫または重大な身体的危害の発生」を参照する必要がある。この場合、犯罪者は480時間以内の強制労働または2年以内の強制労働で処罰される。また、迫害者は6ヶ月以下の逮捕、または2年以下の自由拘束（制限）を受ける可能性がある。「プライバシーの侵害」（ロシア連邦刑法第137条）は、ストーカー行為の一部として適用されることがある。この犯罪は、私生活に関する情報の違法な収集とその普及（公的なスピーチやメディアを含む）に現れる。この場合、犯人は20万ルーブル以下の罰金、360時間以下の強制労働、さらには2年間の禁固刑を受ける可能性がある。さらに、迫害者はしばしばロシア連邦刑法第138条に違反する。市民の通信、電話の会話、郵便、電信、その他のメッセージの秘密に対する違反である。この条文では、8万ルーブルの罰金から1年以下の矯正労働まで、さまざまな処罰が規定されている。
また、その具体的な形態として、例えば、殺害または重大な身体的損害を与えるという脅迫（ロシア連邦刑法第119条）、プライバシーの侵害、すなわち、個人または家族の秘密となる人の私生活に関する情報を本人の同意なく違法に収集または流布（ロシア連邦刑法第137条）、家の不可侵性に対する侵害（ロシア連邦刑法第139条）についても刑事責任を問われることがあり得る。

### オーストラリア
Purcell、Pathé、Mullenらが2002年に公表した研究によると、オーストラリアの住民の23パーセントが、つきまとわれた経験がある、と報告した。
オーストラリアの各州は1990年代にストーカー行為を禁止する法律を制定しており、クイーンズランド州は1994年に初めて制定した。法律の内容は州によって若干異なり、クイーンズランド州の法律が最も範囲が広く、南オーストラリア州の法律が最も制限が厳しい。罰則は、最高で10年の禁固刑となる州もあれば、ストーカー行為の程度が最低でも罰金となる州もあり、さまざまである。オーストラリアのストーカー規制法には、特筆すべき特徴がある。米国の多くの法域とは異なり、ストーカー行為によって被害者が恐怖や苦痛を感じる必要はなく、合理的な人であればそのように感じるであろうということだけが要件となっている。一部の州では、ストーカー規制法が国境を越えて適用されるため、本人または被害者が該当する州にいる場合、ストーカー行為で起訴される可能性があることを意味する。オーストラリアのほとんどの州では、ストーカー行為の場合に接近禁止命令を出すことができ、その違反は刑事犯罪として処罰される。オーストラリアのストーカー事件の裁判結果に関する研究は比較的少ないが、Freckelton（2001）によると、ビクトリア州では、ほとんどのストーカーが罰金や地域社会に基づく処分を受けたという。

## 代表的な殺人事件
年齢は事件当時のものを記す。死者はストーキングの中での死者のみとし、別件や後遺症による死者は本項では掲載しない。

### 日本
| 事件                               | 発生日         | 発生場所         | ストーカー       | 被害者     | 死者                  |
| ---------------------------------- | -------------- | ---------------- | ---------------- | ---------- | --------------------- |
| 元祖ストーカー殺人事件             | 1988年3月5日   | 東京都品川区     | 男性（50）       | 中里綴     | 被害者と同一          |
| 群馬一家3人殺害事件                | 1998年1月14日  | 群馬県高崎市     | 男性（28）       | 女性       | - 被害者の両親 - 祖母 |
| 西尾市女子高生ストーカー殺人事件   | 1999年8月9日   | 愛知県西尾市     | 男性（17）       | 女性（16） | 被害者と同一          |
| 桶川ストーカー殺人事件             | 1999年10月26日 | 埼玉県桶川市     | 27-34歳の男性5人 | 女性（21） | 被害者と同一          |
| 沼津女子高生ストーカー殺人事件     | 2000年4月19日  | 静岡県沼津市     | 男性（27）       | 女性（17） | 被害者と同一          |
| 神奈川県警女性隊員殺害事件         | 2000年12月4日  | 神奈川県横浜市   | 男性（42）       | 女性（28） | - 被害者 - 加害者     |
| 警視庁立川警察署警察官女性射殺事件 | 2007年8月20日  | 東京都国分寺市   | 男性（40）       | 女性（32） | 被害者と同一          |
| 函館ストーカー殺人事件             | 2007年11月26日 | 北海道函館市     | 男性（22）       | 女性（23） | 被害者と同一          |
| ルネサンス佐世保散弾銃乱射事件     | 2007年12月14日 | 長崎県佐世保市   | 男性（37）       | 女性（27） | - 被害者 - 男性1名    |
| 新橋ストーカー殺人事件             | 2009年8月3日   | 東京都港区       | 男性（41）       | 女性（21） | - 被害者 - 祖母       |
| 太子町ストーカー事件               | 2011年5月      | 兵庫県太子町     | 男性（27）       | 女性（20） | 被害者と同一          |
| 平野区母娘殺害事件                 | 2011年6月24日  | 大阪府大阪市     | 男性（35）       | 女性（27） | - 被害者 - 母         |
| 長崎ストーカー殺人事件             | 2011年12月16日 | 長崎県西海市     | 男性（27）       | 女性       | - 母 - 祖母           |
| 逗子ストーカー殺人事件             | 2012年11月6日  | 神奈川県逗子市   | 男性（40）       | 女性（33） | 被害者と同一          |
| 伊勢原ストーカー殺人未遂事件       | 2013年5月21日  | 神奈川県伊勢原市 | 男性（32）       | 女性（31） | なし                  |
| 三鷹ストーカー殺人事件             | 2013年10月8日  | 東京都三鷹市     | 男性（21）       | 女性（18） | 被害者と同一          |
| 市川ストーカー殺人事件             | 2013年11月27日 | 千葉県市川市     | 男性（23）       | 女性（22） | 被害者と同一          |
| 館林ストーカー殺人事件             | 2014年2月19日  | 群馬県館林市     | 男性（39）       | 女性（26） | 被害者と同一          |
| 平野区ストーカー殺人事件           | 2014年5月2日   | 大阪府大阪市     | 男性（57）       | 女性（38） | 被害者と同一          |
| 日野市ストーカー死体遺棄殺人事件   | 2014年6月18日  | 東京都日野市     | 男性（24）       | 女性（24） | 被害者と同一          |
| 平塚ホステス死体遺棄事件           | 2014年10月26日 | 神奈川県平塚市   | 男性（34）       | 女性（26） | 被害者と同一          |
| 愛媛僧侶ストーカー殺人事件         | 2014年12月16日 | 愛媛県松山市     | 男性（29）       | 女性（37） | 被害者と同一          |
| 小金井ストーカー殺人未遂事件       | 2016年5月21日  | 東京都小金井市   | 男性（27）       | 女性（21） | なし                  |
| 目黒ストーカーバラバラ殺人事件     | 2016年9月20日  | 東京都目黒区     | 男性（50）       | 女性（24） | 被害者と同一          |
| 静岡ストーカー殺人事件             | 2016年10月4日  | 静岡県牧之原市   | 男性（41）       | 女性（32） | 被害者と同一          |
| 浜松ストーカー殺人事件             | 2018年11月1日  | 静岡県浜松市     | 男性（45）       | 女性（48） | 被害者と同一          |
| 大宮女性刺殺事件                   | 2019年1月23日  | 埼玉県さいたま市 | 男性（25）       | 女性（22） | 被害者と同一          |
| 沼津女子大生ストーカー殺人事件     | 2020年6月27日  | 静岡県沼津市     | 男性（20）       | 女性（19） | 被害者と同一          |
| 大阪カラオケパブ刺殺事件           | 2020年6月11日  | 大阪府北区天満   | 男性（56）       | 女性（25） | 被害者と同一          |
| 北九州ストーカー殺人事件           | 2021年11月1日  | 福岡県北九州市   | 男性（52）       | 女性（49） | 被害者と同一          |
| 博多駅前女性刺殺事件               | 2023年1月16日  | 福岡県福岡市     | 男性（31）       | 女性（38） | 被害者と同一          |

### 日本以外
| 事件                                   | 発生日         | 発生場所             | ストーカー               | 被害者                           | 死者                    |
| -------------------------------------- | -------------- | -------------------- | ------------------------ | -------------------------------- | ----------------------- |
| ジョン・レノンの殺害                   | 1980年12月8日  | ニューヨーク市       | マーク・チャップマン     | ジョン・レノン                   | 被害者と同一            |
| レーガン大統領暗殺未遂事件             | 1981年3月30日  | ワシントンD.C.       | ジョン・ヒンクリー       | ジョディ・フォスター             | なし                    |
| ローラ・ブラック事件                   | 1988年2月16日  | カリフォルニア州     | リチャード・ファーレー   | ローラ・ブラック                 | ESL社社員7名            |
| レベッカ・シェイファーの殺害           | 1989年7月18日  | ロサンゼルス         | ロバート・ジョン・バルド | レベッカ・シェイファー           | 被害者と同一            |
| O・J・シンプソン事件                   | 1994年6月13日  | ロサンゼルス         |                          |                                  |                         |
| セレーナの殺害                         | 1995年3月31日  | テキサス州           | ヨランダ・サルディバル   | セレーナ                         | 被害者と同一            |
| ジル・ダンドーの殺害                   | 1999年4月26日  | フラム               | 男性                     | ジル・ダンドー                   | 被害者と同一            |
| アンドリュー・バッグビィの殺害         | 2001年11月5日  | ニューヨーク市       | シャーリー・ターナー     | アンドリュー・バッグビィ         | 被害者と同一            |
| メアリー・リン・ウィザースプーンの殺害 | 2003年11月14日 | サウスカロライナ州   | 男性（23）               | メアリー・リン・ウィザースプーン | 被害者と同一            |
| コロンバス・ナイトクラブ銃乱射事件     | 2004年12月8日  | オハイオ州           | ネイサン・ゲイル         | ダイムバッグ・ダレル             | - 被害者 - ファン複数名 |
| シャナ・グリスの殺害                   | 2016年8月25日  | イースト・サセックス | 男性（27）               | シャナ・グリス                   | 被害者と同一            |